# Xylocoris betulinus
Xylocoris betulinus är en insektsart som beskrevs av Drake och Harris 1926. Xylocoris betulinus ingår i släktet Xylocoris och familjen näbbskinnbaggar. Inga underarter finns listade i Catalogue of Life.